# 东帝汶—日本关系
东帝汶—日本关系（日语：日本と東ティモール関係），是指日本与东帝汶之间的双边关系。2002年5月20日，即东帝汶独立当天，两国正式建立外交关系。

## 历史
日本与东帝汶的关系可追溯至第二次世界大战期间。1942年，日本占领了葡属帝汶。之后当地一部分人加入抗日突击队以反抗日军侵略，在反抗的过程当中，共有约4万至7万名东帝汶人牺牲。1945年，日本战败，葡萄牙恢复了对帝汶岛的殖民统治。在结束270多年的殖民后的1975年东帝汶被印度尼西亚以武力侵占。1999年8月30日，东帝汶在联合国的监督下举行了全民公投，绝大多数的东帝汶人投票同意从印尼独立，此之后东帝汶的外交活动便增加了起来。
2002年5月20日，东帝汶正式宣布独立，独立当天便与日本建立了正式的外交关系，与此同时，时任日本外务副大臣的杉浦正健也出席了东帝汶的独立庆祝活动。独立仅三个月后，沙纳纳·古斯芒便访问日本，成为独立后第一位访问日本的东帝汶总统。两国建交当天，日本便在帝力设立了驻印度尼西亚大使馆兼馆，2004年1月，该馆正式升格为日本驻东帝汶大使馆。另外，东帝汶在东京也设有驻日大使馆。
2011年，日本311大地震后，东帝汶派出100人帮助日方清除灾区的废墟。

## 政治
日本在东帝汶独立当天就承认其为主权国家并与其建交。东帝汶独立前的2002年4月，时任日本首相小泉纯一郎访问东帝汶，成为第一位访问东帝汶的日本首相。截至2012年，沙纳纳·古斯芒7次访问日本，其中有3次是以总统的身份到访，第一次访问日本是在1999年，当时他还是东帝汶民族抵抗评议会会长。另外，自从两国建交以来，两国官员之间的交流活动也变得频繁起来。2012年，日本和东帝汶迎来了建交10周年，两国举办了一系列庆祝活动，增进两国间的友谊。2014年7月，帝力举办葡萄牙语国家共同体首脑会议，日本首次成为该组织的观察员国。

## 军事
日本在联合国的邀请下，于2002年3月至2004年6月派遣了2,287名自卫队队员参与对东帝汶的援助行动。2006年，东帝汶国内局势紧张，骚乱持续升级，为此联合国安理会在8月设立了联合国东帝汶综合特派团，而日本也在2007年1月至2008年2月以及2010年9月至2012年9月期间，分别派遣4名警官以及8名自卫队官员参与支援。另外日本也分别在2007年以及2012年派出一些人员参与东帝汶大选的监督活动。
另外，从2010年开始，防衛大學校每年都会招收来自东帝汶的留学生，2012年开始，日本自卫队每年也都会派遣人员协助东帝汶军队提升人道援助以及灾害救援等方面的能力。

## 经济与贸易
根据经济复杂性研究中心网站上的数据，2000年至2017年日本对东帝汶的总出口额为1.15亿美元，其中2005年的出口额最高，达到了1200万美元，尽管2006年的出口额降到不足600万美元，但之后的年出口额持续增长，到2013年时年出口额再度超过1000万美元，尽管后面的三年间年出口额再度下跌，但到了2017年，出口额大幅度反弹，接近2005年的最高纪录。东帝汶刚独立时，汽车在日本出口产品中所占比重不高，但从2006年开始，汽车成为日本向东帝汶出口的主要产品，而且比重大致呈增长趋势。
2003年至2013年，东帝汶对日本的总出口额为4.01亿美元，其中2008年的出口额最高，超过了1.2亿美元。2004年时，送货车是东帝汶出口至日本的主要产品。自2006年开始，东帝汶出口到日本的产品当中石油、天然气和原油占绝大多数。
另外，日本也对东帝汶提供经济上的援助。2002年至2016年间，日本共向东帝汶提供约290亿日圆的无偿资金援助以及约124亿日圆的技术援助。

## 教育与文化
日本从2001年就开始对东帝汶唯一的大学——东帝汶国立大学的教育体制、运营以及环境设备等方面实施支援；2006年至2010年，埼玉大学、长冈技术科学大学和岐阜大学实施了支援项目以协助提高学校教职员的基础能力。另外九州大学也从2005年开始对东帝汶大学农学部的研修实施支援。
根据日本外务省的数据，截至2017年5月有124名日本人居住在东帝汶。